# 迈杰希德
迈杰希德，是匈牙利沃什州所辖的一个村，总面积6.04平方公里，总人口339，人口密度56.1人/平方公里（2010年1月1日）。